# Elecciones presidenciales de Artsaj de 2017
El 19 de julio de 2017 se celebraron elecciones presidenciales indirectas en la República no reconocida de Artsaj. El titular, Bako Sahakyan, fue elegido para un tercer mandato.

## Antecedentes
Después de un referéndum constitucional en 2017, el país está en transición de un sistema semipresidencialista a un sistema presidencial. Como resultado, las elecciones presidenciales se retrasaron hasta 2020 para celebrarse junto con las elecciones legislativas. En julio de 2017, la Asamblea Nacional eligió al Presidente para los próximos tres años hasta las elecciones generales.

## Candidatos
Se registraron dos candidatos.
- El Partido Democrático de Artsaj nominó al actual presidente Bako Sahakyan.[5][6] Patria Libre y la Federación Revolucionaria Armenia también apoyaron al titular.
- Mientras, el Movimiento 88 nominó al exalcalde de Stepanakert, Eduard Aghabekyan.[7]

## Resultados
28 miembros de la Asamblea Nacional votaron por Bako Sahakyan, 4 de ellos votaron por Eduard Aghabekyan, mientras que uno de los parlamentarios se abstuvo.
|  | 87.50 % |

|  | 12.50 % |

|  | 100 % |

|  | 96.97 % |